# Jazz Anthology
Jazz Anthology is een platenlabel, waarop jazzopnames opnieuw worden uitgebracht. De platenhoezen hebben allemaal dezelfde, eenvoudige vormgeving met een zwart-witfoto van de betreffende artiest(en). Het is een sublabel van het Franse label Musidisc. Dit label is sinds 2004 in handen van de Universal Music Group.
Jazz Anthology was al actief in de jaren zeventig. Op het label is muziek uitgekomen van alle grote jazzmusici, van Scott Joplin, Louis Armstrong en Duke Ellington tot en met Charlie Parker, John Coltrane en Sonny Rollins. Verschillende platen werden in de jaren negentig ook op cd uitgebracht.